# اهم (رود)
رودخانه اهم (به انگلیسی: Ohm (river)) رودخانه‌ای است که در آلمان جریان دارد.